# Team Qhubeka NextHash
A Team Qhubeka NextHash (Código UCI: TQA) foi uma equipe de ciclismo profissional baseada na África do Sul, que participou em corridas do Circuito UCI WorldTour. A equipe foi fundada em 2007, tornou-se Continental em 2008, Continental Profissional em 2013 e World Team em 2016. Foi extinta no final de 2021, após não ter conseguido renovar a licença UCI, tendo se focado apenas na equipa de desenvolvimento, da categoria Continental.

## Palmarés
2008
Vencedora do Tour d'Egypte, Jay Robert Thomson
1ª nas Etapas 1 e 2, Jay Robert Thomson
1ª na Etapa 5 do Giro del Capo, David George
1ª nos Campeonatos Nacionais de Estrada da  África do Sul, Ian McLeod
1ª nas Etapas 3, 5 e 8 do Tour de Marrocos, Malcolm Lange
1ª na Etapa 9 do Tour de Marrocos, Nicholas White
1º na Amashovashova Classic, Malcolm Lange
2009
2010
1ª nos Campeonatos Nacionais de Estrada da  África do Sul, Christoff Van Heerden
1ª nos Campeonatos Nacionais de Contra-relógio da  África do Sul, Kevin Evans
1ª nos Campeonatos Nacionais de Estrada da  Ruanda, Adrien Niyonshuti
2011
1ª nos Campeonatos Nacionais de Contra-relógio da  África do Sul, Daryl Impey
1ª na Etapa 2 do Tour de Marrocos, Reinardt Janse van Rensburg
1ª nas Etapas 3 e 9 do Tour de Marrocos, Arran Brown
1º na Etapa 7 do Tour de Marrocos, Daryl Impey
1st nos Campeonatos Nacionais de Estrada da  Namíbia, Lotto Petrus
1ª nos Campeonatos Nacionais de Contra-relógio da  Namíbia, Lotto Petrus
1ª nos Campeonatos Nacionais de Estrada da  Ruanda, Adrien Niyonshuti
1ª na Etapa 2 Herald Sun Tour, Reinardt Janse van Rensburg
1ª no Momentum 94.7 Cycle Challenge, Arran Brown
2012
1ª nos Campeonatos Nacionais de Contra-relógio da  África do Sul, Reinardt Janse van Rensburg
1ª nos Campeonatos Nacionais de Estrada da  Namíbia, Lotto Petrus
1ª nos Campeonatos Nacionais de Contra-relógio da  Namíbia, Lotto Petrus
1ª no Cape Argus Pick n Pay Cycle Challenge, Reinardt Janse van Rensburg
Vencedora do Tour de Marrocos, Reinardt Janse van Rensburg
1ª nas Etapas 1, 5, 6 e 8, Reinardt Janse van Rensburg
1ª nas Etapas 3, 4, 9 e 10, Arran Brown
Vencedora do Tour de Bretagne, Reinardt Janse van Rensburg
1st Stage 4, Reinardt Janse van Rensburg
Vencedora do Ronde van Overijssel, Reinardt Janse van Rensburg
1ª no Prólogo, Reinardt Janse van Rensburg
1ª no Circuit de Wallonie, Reinardt Janse van Rensburg
Vencedora do Tour of Eritrea, Jacques Janse van Rensburg
1ª nas Etapas 1 e 4, Jani Tewelde
1ª na Etapa 2, Jacques Janse van Rensburg
1ª no Ronde van Zeeland Seaports, Reinardt Janse van Rensburg
1ª no PrólogoVolta a Portugal, Reinardt Janse van Rensburg
2013
1º nos Campeonatos Nacionais de Estrada da  Namíbia, Jay Thomson
1º nos Campeonatos Nacionais de Contra-relógio da  Etiópia, Tsgabu Grmay
1º nos Campeonatos Nacionais de Contra-relógio da  Lituânia, Ignatas Konovalovas
1º 2ª etapa da Driedaagse van West-Vlaanderen, Gerald Ciolek
1º Milão - San Remo, Gerald Ciolek
1º na etapa 5 do Tour de Taiwan, Tsgabu Grmay
1º na etapa 3 do Bayern-Rundfahrt, Gerald Ciolek
1º na etapa 1 do Tour de Korea, Kristian Sbaragli
1º na etapa 5 do Tour de Korea, Contra-relógio por equipes
1º na etapa 6 do Tour de Austria, Gerald Ciolek
1º na etapa 4 da Volta a Portugal, Sergio Pardilla

## Equipe

### 2017
| Integrantes da equipe 2017                       | Integrantes da equipe 2017 | Integrantes da equipe 2017                  | Integrantes da equipe 2017 |
| Ciclista                                         | Data de nascimento         | Equipe anterior                             |                            |
| ------------------------------------------------ | -------------------------- | ------------------------------------------- | -------------------------- |
| Igor Antón                                       | 2 março 1983               | Movistar Team (2015)                        |                            |
| Natnael Berhane                                  | 5 janeiro 1991             | Team Europcar (2014)                        |                            |
| Edvald Boasson Hagen                             | 17 maio 1987               | Team Sky (2014)                             |                            |
| Mark Cavendish                                   | 21 maio 1985               | Etixx-Quick Step (2015)                     |                            |
| Steve Cummings                                   | 19 março 1981              | BMC Racing Team (2014)                      |                            |
| Mekseb Debesay                                   | 16 junho 1991              | Bike Aid (2015)                             |                            |
| Nicolas Dougall                                  | 21 novembro 1992           |                                             |                            |
| Bernhard Eisel                                   | 17 fevereiro 1981          | Team Sky (2015)                             |                            |
| Tyler Farrar                                     | 2 junho 1984               | Garmin-Sharp (2014)                         |                            |
| Omar Fraile                                      | 17 julho 1990              | Caja Rural-Seguros RGA (2015)               |                            |
| Ryan Gibbons                                     | 13 agosto 1994             | Dimension Data for Qhubeka (2016)           |                            |
| Nathan Haas                                      | 12 março 1989              | Cannondale-Garmin (2015)                    |                            |
| Jacques Janse van Rensburg                       | 6 setembro 1987            | Burgos 2016-Castilla y León (2011)          |                            |
| Reinardt Janse van Rensburg                      | 3 fevereiro 1989           | Giant-Shimano (2014)                        |                            |
| Benjamin King                                    | 22 março 1989              | Cannondale-Drapac (2016)                    |                            |
| Merhawi Kudus                                    | 23 janeiro 1994            | World Cycling Centre (2013)                 |                            |
| Lachlan Morton                                   | 2 janeiro 1992             | Jelly Belly-Maxxis (2016)                   |                            |
| Adrien Niyonshuti                                | 2 janeiro 1987             |                                             |                            |
| Ben O'Connor                                     | 25 novembro 1995           | Avanti IsoWhey Sports (2016)                |                            |
| Serge Pauwels                                    | 21 novembro 1983           | Omega Pharma-Quick Step (2014)              |                            |
| Youcef Reguigui                                  | 9 janeiro 1990             | Groupement Sportif Pétrolier Algérie (2012) |                            |
| Mark Renshaw                                     | 22 outubro 1982            | Etixx-Quick Step (2015)                     |                            |
| Kristian Sbaragli                                | 8 maio 1990                |                                             |                            |
| Daniel Teklehaimanot                             | 10 novembro 1988           | Orica-GreenEDGE (2013)                      |                            |
| Jay Thomson                                      | 12 abril 1986              | UnitedHealthcare (2012)                     |                            |
| Scott Thwaites                                   | 12 fevereiro 1990          | Bora-Argon 18 (2016)                        |                            |
| Johann van Zyl                                   | 2 fevereiro 1991           |                                             |                            |
| Jacobus Venter                                   | 13 fevereiro 1987          | Differdange-Magic-SportFood.de (2012)       |                            |
| Nicholas Dlamini (1 ago.–31 dez., trainee)       | 12 agosto 1995             | Dimension Data for Qhubeka (2017)           |                            |
| Metkel Eyob (1 ago.–31 dez., trainee)            | 4 setembro 1993            | Dimension Data for Qhubeka (2017)           |                            |
| Amanuel Gebrezgabihier (1 ago.–31 dez., trainee) | 17 agosto 1994             | Dimension Data for Qhubeka (2017)           |                            |
|                                                  |                            |                                             |                            |
| Fontes: ProCyclingStats Cycling Quotient         |                            |                                             |                            |

### 2016
| Integrantes da equipe 2016                       | Integrantes da equipe 2016 | Integrantes da equipe 2016                  | Integrantes da equipe 2016 |
| Ciclista                                         | Data de nascimento         | Equipe anterior                             |                            |
| ------------------------------------------------ | -------------------------- | ------------------------------------------- | -------------------------- |
| Igor Antón                                       | 2 março 1983               | Movistar Team (2015)                        |                            |
| Natnael Berhane                                  | 5 janeiro 1991             | Team Europcar (2014)                        |                            |
| Edvald Boasson Hagen                             | 17 maio 1987               | Team Sky (2014)                             |                            |
| Theo Bos                                         | 22 agosto 1983             | Belkin (2014)                               |                            |
| Matthew Brammeier                                | 7 junho 1985               | Synergy Baku Cycling Project (2014)         |                            |
| Mark Cavendish                                   | 21 maio 1985               | Etixx-Quick Step (2015)                     |                            |
| Steve Cummings                                   | 19 março 1981              | BMC Racing Team (2014)                      |                            |
| Mekseb Debesay                                   | 16 junho 1991              | Bike Aid (2015)                             |                            |
| Nicolas Dougall                                  | 21 novembro 1992           |                                             |                            |
| Bernhard Eisel                                   | 17 fevereiro 1981          | Team Sky (2015)                             |                            |
| Tyler Farrar                                     | 2 junho 1984               | Garmin-Sharp (2014)                         |                            |
| Omar Fraile                                      | 17 julho 1990              | Caja Rural-Seguros RGA (2015)               |                            |
| Nathan Haas                                      | 12 março 1989              | Cannondale-Garmin (2015)                    |                            |
| Jacques Janse van Rensburg                       | 6 setembro 1987            | Burgos 2016-Castilla y León (2011)          |                            |
| Reinardt Janse van Rensburg                      | 3 fevereiro 1989           | Giant-Shimano (2014)                        |                            |
| Songezo Jim                                      | 17 setembro 1990           | Bonitas (2011)                              |                            |
| Merhawi Kudus                                    | 23 janeiro 1994            | World Cycling Centre (2013)                 |                            |
| Cameron Meyer                                    | 11 janeiro 1988            | Orica-GreenEDGE (2015)                      |                            |
| Adrien Niyonshuti                                | 2 janeiro 1987             |                                             |                            |
| Serge Pauwels                                    | 21 novembro 1983           | Omega Pharma-Quick Step (2014)              |                            |
| Youcef Reguigui                                  | 9 janeiro 1990             | Groupement Sportif Pétrolier Algérie (2012) |                            |
| Mark Renshaw                                     | 22 outubro 1982            | Etixx-Quick Step (2015)                     |                            |
| Kristian Sbaragli                                | 8 maio 1990                |                                             |                            |
| Kanstantsin Sivtsov                              | 9 agosto 1982              | Team Sky (2015)                             |                            |
| Daniel Teklehaimanot                             | 10 novembro 1988           | Orica-GreenEDGE (2013)                      |                            |
| Jay Thomson                                      | 12 abril 1986              | UnitedHealthcare (2012)                     |                            |
| Johann van Zyl                                   | 2 fevereiro 1991           |                                             |                            |
| Jacobus Venter                                   | 13 fevereiro 1987          | Differdange-Magic-SportFood.de (2012)       |                            |
| Metkel Eyob (1 ago.–31 dez., trainee)            | 4 setembro 1993            |                                             |                            |
| Amanuel Gebrezgabihier (1 ago.–31 dez., trainee) | 17 agosto 1994             |                                             |                            |
| Ryan Gibbons (1 ago.–31 dez., trainee)           | 13 agosto 1994             | Team Europcar SA (2015)                     |                            |
|                                                  |                            |                                             |                            |
| Fontes: ProCyclingStats Cycling Archives         |                            |                                             |                            |

### 2015
| Integrantes da equipe 2015             | Integrantes da equipe 2015 | Integrantes da equipe 2015                  | Integrantes da equipe 2015 |
| Ciclista                               | Data de nascimento         | Equipe anterior                             |                            |
| -------------------------------------- | -------------------------- | ------------------------------------------- | -------------------------- |
| Natnael Berhane                        | 5 janeiro 1991             | Team Europcar (2014)                        |                            |
| Edvald Boasson Hagen                   | 17 maio 1987               | Team Sky (2014)                             |                            |
| Theo Bos                               | 22 agosto 1983             | Belkin (2014)                               |                            |
| Matthew Brammeier                      | 7 junho 1985               | Synergy Baku Cycling Project (2014)         |                            |
| Gerald Ciolek                          | 19 setembro 1986           | Omega Pharma-Quick Step (2012)              |                            |
| Steve Cummings                         | 19 março 1981              | BMC Racing Team (2014)                      |                            |
| Nicolas Dougall                        | 21 novembro 1992           |                                             |                            |
| Tyler Farrar                           | 2 junho 1984               | Garmin-Sharp (2014)                         |                            |
| Matthew Goss                           | 5 novembro 1986            | Orica-GreenEDGE (2014)                      |                            |
| Jacques Janse van Rensburg             | 6 setembro 1987            | Burgos 2016-Castilla y León (2011)          |                            |
| Reinardt Janse van Rensburg            | 3 fevereiro 1989           | Giant-Shimano (2014)                        |                            |
| Songezo Jim                            | 17 setembro 1990           | Bonitas (2011)                              |                            |
| Merhawi Kudus                          | 23 janeiro 1994            | World Cycling Centre (2013)                 |                            |
| Louis Meintjes                         | 21 fevereiro 1992          | Lotto-Belisol U23 (2012)                    |                            |
| Adrien Niyonshuti                      | 2 janeiro 1987             |                                             |                            |
| Serge Pauwels                          | 21 novembro 1983           | Omega Pharma-Quick Step (2014)              |                            |
| Youcef Reguigui                        | 9 janeiro 1990             | Groupement Sportif Pétrolier Algérie (2012) |                            |
| Kristian Sbaragli                      | 8 maio 1990                |                                             |                            |
| Andreas Stauff                         | 22 janeiro 1987            | Eddy Merckx-Indeland (2012)                 |                            |
| Daniel Teklehaimanot                   | 10 novembro 1988           | Orica-GreenEDGE (2013)                      |                            |
| Jay Thomson                            | 12 abril 1986              | UnitedHealthcare (2012)                     |                            |
| Johann van Zyl                         | 2 fevereiro 1991           |                                             |                            |
| Jacobus Venter                         | 13 fevereiro 1987          | Differdange-Magic-SportFood.de (2012)       |                            |
| Jayde Julius (1 set.–31 dez., trainee) | 27 agosto 1993             | Bonitas (2014)                              |                            |
|                                        |                            |                                             |                            |
| Fonte: ProCyclingStats                 |                            |                                             |                            |

### 2012
No dia 13 de Fevereiro de 2012 era este o plantel da MTN:
|                             | Ciclista                    | Data de Nascimento               |
| --------------------------- | --------------------------- | -------------------------------- |
| Tesfay Abrhaha              | Tesfay Abrhaha              | 3 de outubro de 1990 (34 anos)   |
| Calvin Beneke               | Calvin Beneke               | 24 de dezembro de 1991 (33 anos) |
| Arran Brown                 | Arran Brown                 | 25 de agosto de 1991 (33 anos)   |
| Tsgabu Grmay                | Tsgabu Grmay                | 6 de dezembro de 1982 (42 anos)  |
| Jacques Janse Van Rensburg  | Jacques Janse Van Rensburg  | 6 de setembro de 1987 (37 anos)  |
| Reinardt Janse van Rensburg | Reinardt Janse van Rensburg | 3 de fevereiro de 1989 (36 anos) |
| Songezo Jim                 | Songezo Jim                 | 17 de setembro de 1990 (34 anos) |
| Johannes Nel                | Johannes Nel                | 28 de novembro de 1991 (33 anos) |

|                    | Ciclista           | Data de Nascimento               |
| ------------------ | ------------------ | -------------------------------- |
| Adrien Niyonshuti  | Adrien Niyonshuti  | 2 de fevereiro de 1987 (38 anos) |
| Lotto Petrus       | Lotto Petrus       | 3 de dezembro de 1987 (37 anos)  |
| Bradley Potgieter  | Bradley Potgieter  | 11 de maio de 1989 (35 anos)     |
| Meron Russom       | Meron Russom       | 12 de março de 1982 (43 anos)    |
| Jani Tewelde       | Jani Tewelde       | 1 de outubro de 1990 (34 anos)   |
| Dennis Van Niekerk | Dennis Van Niekerk | 19 de outubro de 1984 (40 anos)  |
| Martin Wesemann    | Martin Wesemann    | 19 de março de 1984 (41 anos)    |